# Шаптунга
Шаптунга (горномар. Шаптӹнг) — деревня в Килемарском районе Республики Марий Эл. Входит в состав Красномостовского сельского поселения.

## География
Находится в западной части республики Марий Эл на расстоянии приблизительно 25 км по прямой на восток-юго-восток от районного центра посёлка Килемары.

## История
Образована в XVII веке как селение государственных крестьян. В 1796 году в деревне в 13 дворах проживали 66 человек. По данным переписи 1897 года, в деревне проживали 182 человека, в 1926 году 177, по национальности мари. Работал в советское время колхоз имени Сталина.

## Население
Население составляло 11 человека (русские 64 %, мари 27 %) в 2002 году, 8 в 2010.